# Serhij Matvjejev
Serhij Matvjejev, född den 29 januari 1975 i Kiev, Ukrainska SSR, Sovjetunionen, är en ukrainsk tävlingscyklist som tog OS-silver i lagförföljelsen vid olympiska sommarspelen 2000 i Sydney. 